# Otto Höss
Otto Höss (* 4. Juni 1897 in Wien, Österreich-Ungarn; † 27. März 1971 in Wien, Österreich) war ein österreichischer Fußballspieler und -trainer, der von 1923 bis 1926 als Nationalspieler zum Einsatz kam.

## Spielerkarriere

### Vereine
Die Laufbahn von Otto Höss begann beim Wiener Sport-Club, wurde jedoch bald vom Ersten Weltkrieg unterbrochen. Der Spieler geriet in italienische Kriegsgefangenschaft und kehrte erst im September 1919 nach Wien zurück. Im Jahr 1920 bestritt er einige Meisterschaftsspiele für den Sport-Club, konnte sich jedoch keinen Stammplatz erkämpfen. Noch im selben Jahr wechselte er kurzzeitig zum Wiener AF, nahm 1921 jedoch ein Angebot des DFC Prag an. Bei den Pragern spielte er in einer Angriffsreihe mit Karel Feller und Ferenc Szedlacsek und konnte 1923 den Meistertitel des deutsch-böhmischen Teilverbandes gewinnen.
Danach kehrte Höss nach Österreich zurück und schloss sich dem First Vienna FC an, für den er gemeinsam mit Friedrich Gschweidl, Otto Fischer und Rudolf Seidl spielte und am Saisonende 1923/24 sowohl Vizemeister wurde, als auch den sechsten Platz in der Torschützenliste belegte. Anfang 1925 kehrte der im Innensturm gleichermaßen als Mittelstürmer wie als Verbinder eingesetzte Spieler zum Sport-Club zurück, für den er an der Seite von Karl Kanhäuser und Johann Strnad stürmte.
Anfang 1926, dem Jahr der Einführung des Profifußballs in Ungarn, an dem auch Mannschaften außerhalb der Hauptstadt für die höchste Spielklasse zugelassen waren, wechselte Höss zum Erstligisten Bástya FC Szeged, der als Neuling als Siebtplatzierter, wie auch in der Folgesaison die Klasse halten konnte. Des Weiteren erreichte er mit seiner Mannschaft das Halbfinale um den Magyar Kupa, dem ungarischen Vereinspokal.
Nach Wien zurückgekehrt, bestritt er 1929 weitere Meisterschaftsspiele für den SK Slovan, ehe er als Spielertrainer für den französischen Verein SC de la Bastidienne, den Schweizer Verein FC Cantonal Neuchâtel und den tschechoslowakischen Verein SK Tetschen aktiv wurde.

### Auswahl-/Nationalmannschaft
Während seiner Zeit in Prag wurde er mehrfach in der Auswahl des DFVfB, anschließend während seiner Wiener Zeit, in der Wiener Stadtauswahl – erstmals am 27. September 1925 – eingesetzt. Zu seinem Debüt in der Nationalmannschaft Österreichs kam er am 23. September 1923 in Budapest, als er bei der 0:2-Niederlage gegen die Nationalmannschaft Ungarns ab der 38. Minute für Karl Kurz eingewechselt wurde. Sein erstes Länderspieltor erzielte er am 22. Juni 1924 auf der Hohen Warte in Wien beim 3:1-Sieg über die Nationalmannschaft Ägyptens mit dem Treffer zum 1:0 in der 24. Minute. Sein letztes Länderspiel an gleicher Stätte krönte er mit dem Tor zur 2:1-Führung in der 56. Minute bei der 2:3-Niederlage gegen Ungarns Nationalmannschaft.

## Trainerkarriere
Höss übersiedelte zunächst nach Frankreich, wo er als Spielertrainer beim SC de la Bastidienne in Bordeaux tätig war. 1930 übernahm er dieselbe Funktion bei FC Cantonal Neuchâtel in der Schweiz und im folgenden Jahr beim nordböhmischen SK Tetschen-Bodenbach, ehe er ab 1932 vier Jahre lang ADO Den Haag betreute. Im Herbst 1937 war er beim Servette Genf tätig, im Anschluss daran übernahm er das Traineramt beim schwedischen Zweitligisten Gefle IF. Nach dem Zweiten Weltkrieg betreute Höß ab 1946 den ATSV Bischofshofen, 1947 den Grazer AK und ab 1948 den Salzburger AK 1914, ehe er 1949 nach Wien zurückkehrte, wo er das Training des SK Alstern übernahm und eine Totoannahmestelle eröffnete.

## Erfolge
- DFVfB-Meister im ČSAF 1923
- Zweiter der Österreichischen Meisterschaft 1924